# Ambrosius Bloch
Ambrosius I. Bloch (* 11. Dezember 1768 in Oensingen als Urs Jakob Bloch; † 5. November 1838 in Engelberg) war ein Schweizer Benediktinermönch. Von 1816 bis 1838 war er Abt des Klosters Muri im Kanton Aargau.

## Biografie
Der Sohn des Johann Bloch und der Anna Maria Cartier absolvierte sein Studium in der Klosterschule von Muri. 1791 legte er seine Profess ab, 1793 folgte die Priesterweihe. Bereits ab 1791 war er als Lehrer der Rhetorik tätig, ab 1793 abwechselnd als Lehrer der Philosophie und Theologie. Nachdem er seit 1795 Vizebibliothekar gewesen war, übernahm er 1803 das Amt des Bibliothekars des Klosters. Als Bibliothekar hatte Bloch einen so guten Ruf, dass er 1804 vom Finanzdepartement des Kantons Aargau nach Aarau gebeten wurde, um die Sammlung Zurlauben zu verifizieren und zu ordnen. Am 16. Oktober 1816 wurde er zum Abt des Klosters Muri gewählt. Von 1819 bis 1838 gehörte er zu den Visitatoren der Schweizerischen Benediktinerkongregation.
Die Abtei erhielt 1830 nach einem Jahrzehnte dauernden Rechtsstreit mit Fürst Anton Aloys eine finanzielle Entschädigung von 70.000 Gulden für die Herrschaftsgebiete am Neckar, die im Oktober 1802 beim Reichsdeputationshauptschluss an das Fürstentum Hohenzollern-Sigmaringen übergegangen waren. Dies entsprach jedoch nur einem kleinen Teil des Verlusts, der damals 950.000 Gulden betragen hatte; die restlichen Forderungen konnten nicht durchgesetzt werden.
Nach dem Freiämtersturm von 1830 gelangten liberale Kräfte an die Macht, die danach strebten, den Einfluss der als staatsfeindlich geltenden katholischen Kirche zurückzudrängen. Sieben liberale Kantone, darunter der Aargau, beschlossen 1834 die Badener Artikel. Die Kirche wurde unter staatliche Kontrolle gestellt, während die Klöster steuerpflichtig wurden und darüber hinaus das Schul- und Armenwesen finanziell unterstützen mussten. Das Kloster Muri, das damals drei Millionen Franken Vermögen besass und 80 Angestellte zählte, musste ein umfangreiches Inventar erstellen. Die Klosterschule musste aufgrund einer nicht erteilten Genehmigung schliessen. Am 7. November 1835 stellte die Kantonsregierung das Kloster unter staatliche Verwaltung und verbot die Aufnahme von Novizen.
Bloch fühlte sich durch die radikale Säkularisierungspolitik des Kantons Aargau dermassen bedroht, dass er am 6. November 1835 die Flucht ergriff und sich nach Klingenberg im Kanton Thurgau begab. Wenige Wochen später reiste er weiter nach Engelberg, wo er den Rest seines Lebens verbrachte. Mit seiner Flucht versuchte er die ausländischen Schuldtitel des Klosters, die er mitgenommen hatte, dem Zugriff des Kantons Aargau zu entziehen. Er starb am 5. November 1838 im Kloster Engelberg und wurde in der dortigen Gruft beigesetzt.